# Eure
L'Eure /œːʁ/ è un dipartimento francese della regione Normandia (Normandie).
Confina con i dipartimenti della Senna Marittima a nord, dell'Oise a nord-est, del Val-d'Oise a est, degli Yvelines a sud-est, dell'Eure-et-Loir a sud, dell'Orne a sud-ovest e del Calvados a ovest. A nord-ovest è bagnato per un breve tratto dal Canale della Manica, presso l'estuario della Senna.
Le principali città, oltre al capoluogo Évreux, sono Vernon, Les Andelys, Bernay, Louviers, Pont-Audemer e Verneuil-sur-Avre.